# Мухаметшин, Игорь Тимербулатович
Игорь Тимербулатович Мухаметшин (род. 15 августа 1963, Нефтекамск) — российский военачальник. Начальник кораблестроения, вооружения и эксплуатации вооружения — заместитель главнокомандующего Военно-Морского Флотом Российской Федерации по вооружению с марта 2019 года, вице-адмирал.

## Карьера
Окончил Тихоокеанское высшее военно-морское училище имени С. О. Макарова (1981—1986), Высшие специальные офицерские классы ВМФ (1993—1994), Военно-Морскую академию имени Адмирала Флота Советского Союза Н. Г. Кузнецова (1999—2001), Военную академию Генерального штаба Вооружённых Сил с отличием(2004—2006).
Службу проходил на подводных лодках Северного и Тихоокеанского флотов: инженер, командир гидроакустической группы радиотехнической боевой части, помощник командира подводной лодки (1986—1993), старший помощник командира, командир подводной лодки (1994—1996), командир экипажа подводной лодки (1996—1999), заместитель командира (2001—2004), командир (2006—2008) 11-й дивизии подводных лодок имени 60-летия СССР Северного флота, начальник штаба (2008—2009), командир (2009—2010) 16-й эскадры подводных лодок Тихоокеанского флота, командующий Подводными силами Северного флота (2010—2012), заместитель начальника Военно-Морской академии имени Адмирала Флота Советского Союза Н. Г. Кузнецова (2012—2013), командующий Подводными силами Тихоокеанского флота (2013—2016), начальник штаба Балтийского флота (2016—2019).
С марта 2019 года — начальник кораблестроения, вооружения и эксплуатации вооружения — заместитель Главнокомандующего Военно-морским флотом Российской Федерации по вооружению.
Контр-адмирал (2008), вице-адмирал (2014).
Увлекается игрой в хоккей с шайбой.

## Награды
- Орден «За военные заслуги»,
- Орден «За морские заслуги».

## Переименование аэропорта
Мухаметшин привлёк к себе внимание СМИ федерального уровня в декабре 2018 года, когда во время проведения голосования о переименовании российских аэропортов появилась видеозапись, где вице-адмирал критиковал Иммануила Канта (чьё имя лидировало в голосовании о названии калининградского аэропорта) и призывал подчинённых голосовать против философа:

Для всех здесь стоящих убедительная просьба. Там у нас четыре кандидата претендуют, значит, для того чтобы аэропорт носил его имя. Вот, это, Елизавета Петровна, внучка императора (sic), небезызвестный какой-то там Иммануил Кант и два полководца. Говоря о Канте, все говорят «Кант, Кант», там еще чего-то — этот человек предал свою родину, который унижался и на коленях ползал, чтобы ему дали кафедру, понимаете, в университете — чтобы он там преподавал, писал какие-то непонятные книги, которые никто из здесь стоящих не читал и никогда читать не будет…